# نيل فوس
نيل فوس (بالإنجليزية: Neil D. Voss)‏ هو مهندس وملحن أمريكي، ولد في 7 أكتوبر 1974.

## وصلات خارجية
- نيل فوس على موقع IMDb (الإنجليزية)
- نيل فوس على موقع ميوزك برينز (الإنجليزية)
- نيل فوس على موقع ديسكوغز (الإنجليزية)